# Liste der denkmalgeschützten Objekte in Dvory nad Žitavou
Die Liste der denkmalgeschützten Objekte in Dvory nad Žitavou enthält die zwanzig nach slowakischen Denkmalschutzvorschriften geschützten Objekte in der Gemeinde Dvory nad Žitavou im Okres Nové Zámky.

## Denkmäler
| Foto |                 | Denkmal / č. ÚZPF                              | Standort / Konskr. Nr.                                     | Offizielle Beschreibung                          | Beschreibung                                    | Metadaten                                                                    |
| ---- | --------------- | ---------------------------------------------- | ---------------------------------------------------------- | ------------------------------------------------ | ----------------------------------------------- | ---------------------------------------------------------------------------- |
| ja   | Datei hochladen | Kapelle(sk) ObjektID: 404-330/1                | Standort KG: Dvory nad Žitavou Konskr.Nr.:                 | r.k.sv.Martina;kaplnka sv.Martina na Kalvárii    | Kalvarienbergkapelle zum hl. Martin             | č. NKP: 404-330/1 Stand des NKP: 2012-02-08 Name: KAPLNKA                    |
| ja   | Datei hochladen | Glockenturm(sk) ObjektID: 404-330/2            | Standort KG: Dvory nad Žitavou Konskr.Nr.:                 | murovaná;zvonica na Kalvárii                     |                                                 | č. NKP: 404-330/2 Stand des NKP: 2012-02-08 Name: ZVONICA                    |
| ja   | Datei hochladen | Kreuz mit Korpus(sk) ObjektID: 404-330/3       | Standort KG: Dvory nad Žitavou Konskr.Nr.:                 | Ukrižovaný Kristus;Golgota-socha Krista na kríži | Jesus am Kreuz                                  | č. NKP: 404-330/3 Stand des NKP: 2012-02-08 Name: KRÍŽ S KORPUSOM            |
| ja   | Datei hochladen | Statue auf Sockel(sk) ObjektID: 404-330/4      | Standort KG: Dvory nad Žitavou Konskr.Nr.:                 | Panna Mária-Immaculata;socha P.M.-Immaculaty     | Unbefleckte Jungfrau Maria                      | č. NKP: 404-330/4 Stand des NKP: 2012-02-08 Name: SOCHA NA PODSTAVCI         |
| ja   | Datei hochladen | Freitreppe mit Statuen(sk) ObjektID: 404-330/5 | Standort KG: Dvory nad Žitavou Konskr.Nr.:                 | schod.so sochami svät.a anjel.                   |                                                 | č. NKP: 404-330/5 Stand des NKP: 2012-02-08 Name: SCHODISKO SO SOCHAMI       |
| ja   | Datei hochladen | Kreuzwegkapelle 1(sk) ObjektID: 404-330/6      | Standort KG: Dvory nad Žitavou Konskr.Nr.:                 | 1.zastavenie;Pilát odsudzuje Krista              | 1. Station; Pilatus verurteilt Christus         | č. NKP: 404-330/6 Stand des NKP: 2012-02-08 Name: KAPLNKA KRÍŽOVEJ CESTY 1   |
| ja   | Datei hochladen | Kreuzwegkapelle 2(sk) ObjektID: 404-330/7      | Standort KG: Dvory nad Žitavou Konskr.Nr.:                 | 2.zastavenie;Kristus berie kríž                  | 2. Station; nimmt Christus das Kreuz            | č. NKP: 404-330/7 Stand des NKP: 2012-02-08 Name: KAPLNKA KRÍŽOVEJ CESTY 2   |
| ja   | Datei hochladen | Kreuzwegkapelle 3(sk) ObjektID: 404-330/8      | Standort KG: Dvory nad Žitavou Konskr.Nr.:                 | 3.zastavenie;1.pád Krista pod krížom             | 3. Station; 1. Fall unter dem Kreuz             | č. NKP: 404-330/8 Stand des NKP: 2012-02-08 Name: KAPLNKA KRÍŽOVEJ CESTY 3   |
| ja   | Datei hochladen | Kreuzwegkapelle 4(sk) ObjektID: 404-330/9      | Standort KG: Dvory nad Žitavou Konskr.Nr.:                 | 4.zastavenie;Stretnutie Krista s P.M.            | 4. Station; Begegnung Mariä mit Christus        | č. NKP: 404-330/9 Stand des NKP: 2012-02-08 Name: KAPLNKA KRÍŽOVEJ CESTY 4   |
| ja   | Datei hochladen | Kreuzwegkapelle 5(sk) ObjektID: 404-330/10     | Standort KG: Dvory nad Žitavou Konskr.Nr.:                 | 5.zastavenie;Šimon pomáha Kristovi               | 5. Station; Simon hilft Christus                | č. NKP: 404-330/10 Stand des NKP: 2012-02-08 Name: KAPLNKA KRÍŽOVEJ CESTY 5  |
| ja   | Datei hochladen | Kreuzwegkapelle 6(sk) ObjektID: 404-330/11     | Standort KG: Dvory nad Žitavou Konskr.Nr.:                 | 6.zastavenie;Kristus a Veronika                  | 6. Station; Christus und Veronika               | č. NKP: 404-330/11 Stand des NKP: 2012-02-08 Name: KAPLNKA KRÍŽOVEJ CESTY 6  |
| ja   | Datei hochladen | Kreuzwegkapelle 7(sk) ObjektID: 404-330/12     | Standort KG: Dvory nad Žitavou Konskr.Nr.:                 | 7.zastavenie;2.pád Krista pod krížom             | 7. Station; 2. Fall unter dem Kreuz             | č. NKP: 404-330/12 Stand des NKP: 2012-02-08 Name: KAPLNKA KRÍŽOVEJ CESTY 7  |
| ja   | Datei hochladen | Kreuzwegkapelle 8(sk) ObjektID: 404-330/13     | Standort KG: Dvory nad Žitavou Konskr.Nr.:                 | 8.zastavenie;Kristus napomína plačúce ženy       | 8 Station; Christus ermahnt weinende Frauen     | č. NKP: 404-330/13 Stand des NKP: 2012-02-08 Name: KAPLNKA KRÍŽOVEJ CESTY 8  |
| ja   | Datei hochladen | Kreuzwegkapelle 9(sk) ObjektID: 404-330/14     | Standort KG: Dvory nad Žitavou Konskr.Nr.:                 | 9.zastavenie;3.pád Krista pod krížom             | 9 Station; 3. Fall unter dem Kreuz              | č. NKP: 404-330/14 Stand des NKP: 2012-02-08 Name: KAPLNKA KRÍŽOVEJ CESTY 9  |
| ja   | Datei hochladen | Kreuzwegkapelle 10(sk) ObjektID: 404-330/15    | Standort KG: Dvory nad Žitavou Konskr.Nr.:                 | 10.zastavenie;Vyzliekanie Krista                 | 10 Station; Entkleiden Christi                  | č. NKP: 404-330/15 Stand des NKP: 2012-02-08 Name: KAPLNKA KRÍŽOVEJ CESTY 10 |
| ja   | Datei hochladen | Kreuzwegkapelle 11(sk) ObjektID: 404-330/16    | Standort KG: Dvory nad Žitavou Konskr.Nr.:                 | 11.zastavenie;Pribíjanie Krista na kríž          | 11 Station; Christus wird an das Kreuz genagelt | č. NKP: 404-330/16 Stand des NKP: 2012-02-08 Name: KAPLNKA KRÍŽOVEJ CESTY 11 |
| ja   | Datei hochladen | Kreuzwegkapelle 12(sk) ObjektID: 404-330/17    | Standort KG: Dvory nad Žitavou Konskr.Nr.:                 | 12.zastavenie;Ukrižovanie Krista                 | 12 Station; Jesus stirbt am Kreuz               | č. NKP: 404-330/17 Stand des NKP: 2012-02-08 Name: KAPLNKA KRÍŽOVEJ CESTY 12 |
| ja   | Datei hochladen | Kreuzwegkapelle 13(sk) ObjektID: 404-330/18    | Standort KG: Dvory nad Žitavou Konskr.Nr.:                 | 13.zastavenie;Snímanie Krista z kríža            | 13 Station; Abnahme Christi vom Kreuz           | č. NKP: 404-330/18 Stand des NKP: 2012-02-08 Name: KAPLNKA KRÍŽOVEJ CESTY 13 |
| ja   | Datei hochladen | Kreuzwegkapelle 14(sk) ObjektID: 404-330/19    | Standort KG: Dvory nad Žitavou Konskr.Nr.:                 | 14.zastavenie;Ukladanie Krista do hrobu          | 14 Station; Grablegung Christi                  | č. NKP: 404-330/19 Stand des NKP: 2012-02-08 Name: KAPLNKA KRÍŽOVEJ CESTY 14 |
| ja   | Datei hochladen | Kirche(sk) ObjektID: 404-329/0                 | Hlavné nám. Standort KG: Dvory nad Žitavou Konskr.Nr.: 452 | r.k.sv.Vojtecha;kostol sv.Vojtecha               | römisch-katholische Kirche St. Adalbert         | č. NKP: 404-329/0 Stand des NKP: 2012-02-08 Name: KOSTOL                     |

## Legende
Die Tabelle enthält im Einzelnen folgende Informationen:
| Foto:                    | Fotografie des Denkmals. |
| Denkmal / č. ÚZPF:       | Die Übersetzung der Bezeichnung des Denkmals, wie sie vom Slowakischen Denkmalamt (Pamiatkový úrad Slovenskej republiky) verwendet wird. Die Originalbezeichnung ist unter dem Fragezeichen angegeben. Fehlt die Übersetzung, so wird die Originalbezeichnung direkt angezeigt. Weiters ist die Objekt-Identifikationsnummer (Objekt ID) angeführt. Sie ist die offizielle, in der Slowakei eindeutige Nummer č. ÚZPF inklusive der zugehörigen Zählnummer, wie sie in den Daten des Denkmalamtes angegeben wird. Da diese nur innerhalb eines Landkreises gezählt wird, ist dessen Nummer der Denkmalnummer vorangestellt. |
| Standort:                | Wenn in der Liste vorhanden, ist die Adresse angegeben. In Klammern kann sich noch eine zusätzliche Adresse befinden, wenn es beispielsweise ein Eckhaus ist. Bei freistehenden Objekten ohne Adresse (zum Beispiel bei Bildstöcken) ist eine Adresse angegeben, die in der Nähe des Objekts liegt. Durch Aufruf des Links Standort wird die Lage des Denkmals in verschiedenen Kartenprojekten angezeigt. Darunter sind die Katastralgemeinde (KG) und, wenn vorhanden, die Konskriptionsnummer (Konskr. Nr.) angegeben.                                                                                                   |
| Offizielle Beschreibung: | Es ist die Kurzbeschreibung auf Slowakisch, wie sie in den offiziellen Listen angegeben ist, eingetragen. |
| Beschreibung:            | Kurze Angaben zum Denkmal auf Deutsch. |
| Metadaten:               | Zusätzlich werden, wenn in den persönlichen Einstellungen das Helferlein Dauerhaftes Einblenden von Metadaten aktiviert ist, ebensolche angezeigt. |

- Karte mit allen Koordinaten:
- OSM |
- WikiMap